# 118 (album)
118 – trzeci album studyjny polskiej rockowej grupy Cochise. Wydawnictwo ukazało się 10 lutego 2014 roku nakładem wytwórni Metal Mind. Na płycie znalazło się 13 premierowych kompozycji.

## Lista utworów
Opracowano na podstawie materiału źródłowego.
| Nr  | Tytuł utworu                    | Długość |
| --- | ------------------------------- | ------- |
| 1.  | „Sweet Love Generation”         |         |
| 2.  | „Destroy the Angels”            |         |
| 3.  | „White Garden”                  |         |
| 4.  | „Beautiful”                     |         |
| 5.  | „Bleed”                         |         |
| 6.  | „Inside of Me”                  |         |
| 7.  | „Dead Love”                     |         |
| 8.  | „Part of Me”                    |         |
| 9.  | „Cold River”                    |         |
| 10. | „Before You Sleep (for Jeremy)” |         |
| 11. | „Dog in Blood”                  |         |
| 12. | „Help”                          |         |
| 13. | „Little Witch”                  |         |

## Twórcy
Opracowano na podstawie materiału źródłowego.
| Zespół Cochise w składzie - Paweł Małaszyński – śpiew - Wojciech Napora – gitara - Radosław Jasiński – gitara basowa - Cezary Mielko – perkusja | Produkcja - Daniel Baranowski - produkcja - Basia Witkowska - projekt graficzny - Marcin Mielnik - zdjęcia |